# Мулярчук Дмитро Іванович
Дмитро Іванович Мулярчук (нар. 12 лютого 1965, м. Темрюк, нині РФ) — український художник. Член Національної спілки художників України (1994). Син Івана Мулярчука. В основі творчості Мулярчука домінує асоціат, експересіонізм, мінімалізм і моделювання фігур пластикою 

## Життєпис
Дмитро Іванович Мулярчук народився 12 лютого 1965 року в м. Темрюку Краснодарського краю, який зараз входить до складу Російської Федерації.
1982 року закінчив Тернопільську школу № 12.
1992 року закінчив факультет живопису, відділення станкового живопису (майстерня Віктора Васильовича Шаталіна) Київського художнього інституту (нині Академія образотворчого мистецтва і архітектури). Дипломна робота «Біля джерела» (знаходиться в Золотому фонді Академії).
Від 1994-го року живе і працює в Тернополі.

## Творчість
Від 1989 — учасник загальноукраїнських, регіональних, зарубіжних та персональних виставок.
Основні виставки
- 1-й всеукраїнський ярмарок живопису, виставка українців усього світу в Національному художньому музеї (Київ, 1993);
- персональна виставка «Декілька правил для поодинокого птаха»: галерея «Барва» (м. Київ, 1993);
- виставка декоративного живопису (м. Прага, Чехія, 1994);
- зональна виставка модерного мистецтва (м. Тернопіль, 2001);
- «Тернопільській організації — 20» (м. Львів, 2003);
- «Тернопільській організації — 30» (м. Львів, 2013).

## Доробок
У творчому доробку асоціативний живопис, пейзаж, портрет, сакральний живопис, настінний розпис, монументальна і станкова скульптура.
Автор пам'ятників у багатьох містах і селах Західної України.
Окремі твори:
- скульптури
  - Тараса Шевченка в Романівці Тернопільського району (2010, у співавторстві)[3],
  - Соломії Крушельницької, місто Заліщики;
  - Степана Бандери;
- меморіальна дошка Степанові Данилишину на фасаді будинку № 2 на вул. Гетьмана Сагайдачного (Тернопіль);[4]
- скульптурні композиції «Сантехнік» і «Черевики» біля ТЦ «Атріум» (Тернопіль);
- скульптурне оздоблення ресторану «Ковчег» і настінний розпис ТЦ «Атріум» (Тернопіль);
- макет довоєнного Тернополя;
- пам'ятник святому Флоріану на території обласного управління ДСНС у Тернопільській області[джерело?]
- пам'ятник «Героям Чорнобиля» (2007, Бережани)[5];
- бронзовий макет парафіяльного костелу Матері Божої Неустанної Помочі («Сквер імені Шевченка» навпроти ЦУМу; вересень 2017, співавтор).[6]
- меморіальна дошка Ірини Максимів, м. Тернопіль, вул. За Рудкою;
- меморіальна дошка Володимиру Федорчуку, м. Підгайці,

Роботи знаходяться в музеях і приватних колекціях в Україні та за її межами.

Галерея
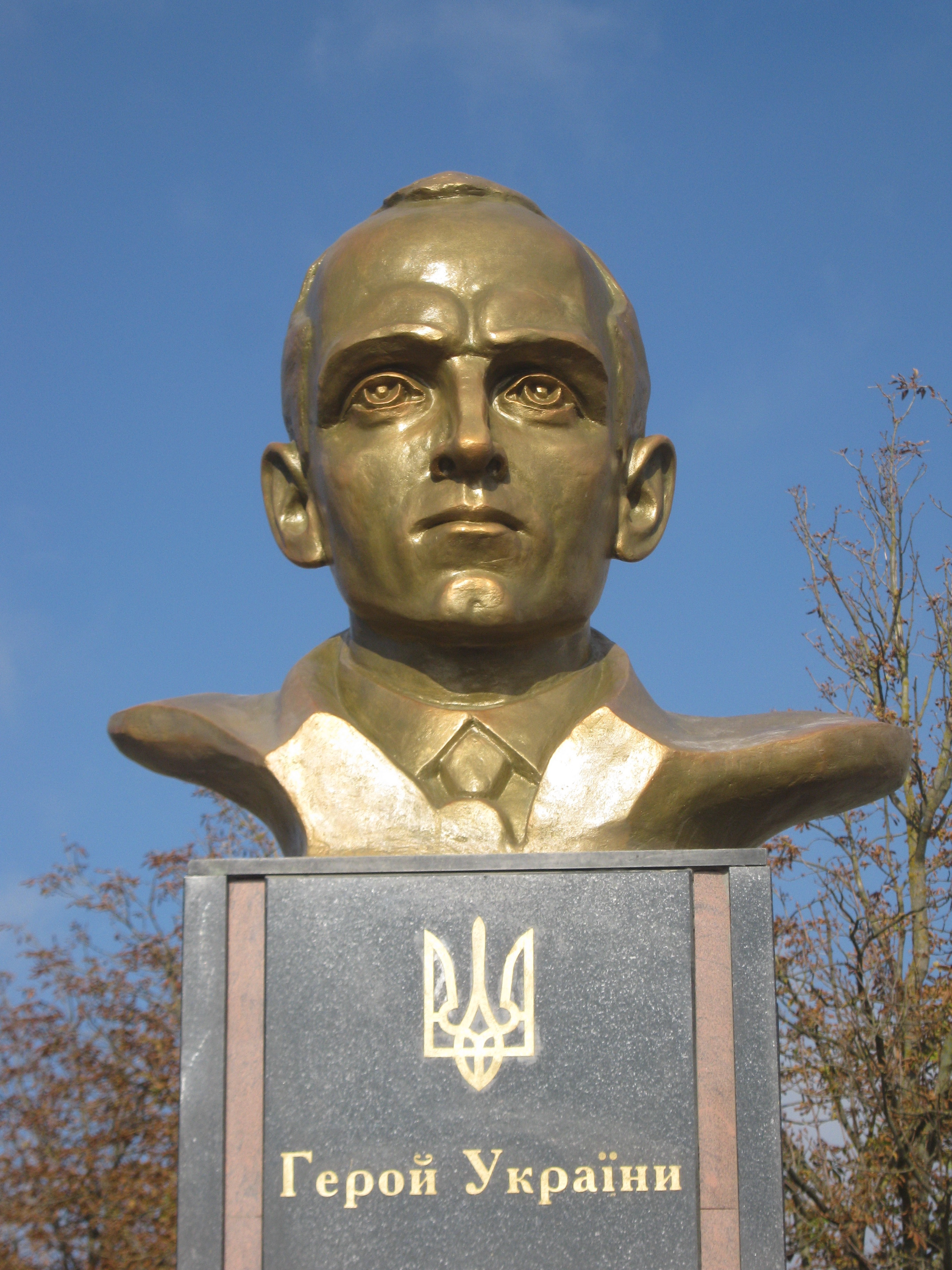
Погруддя Степана Бандери
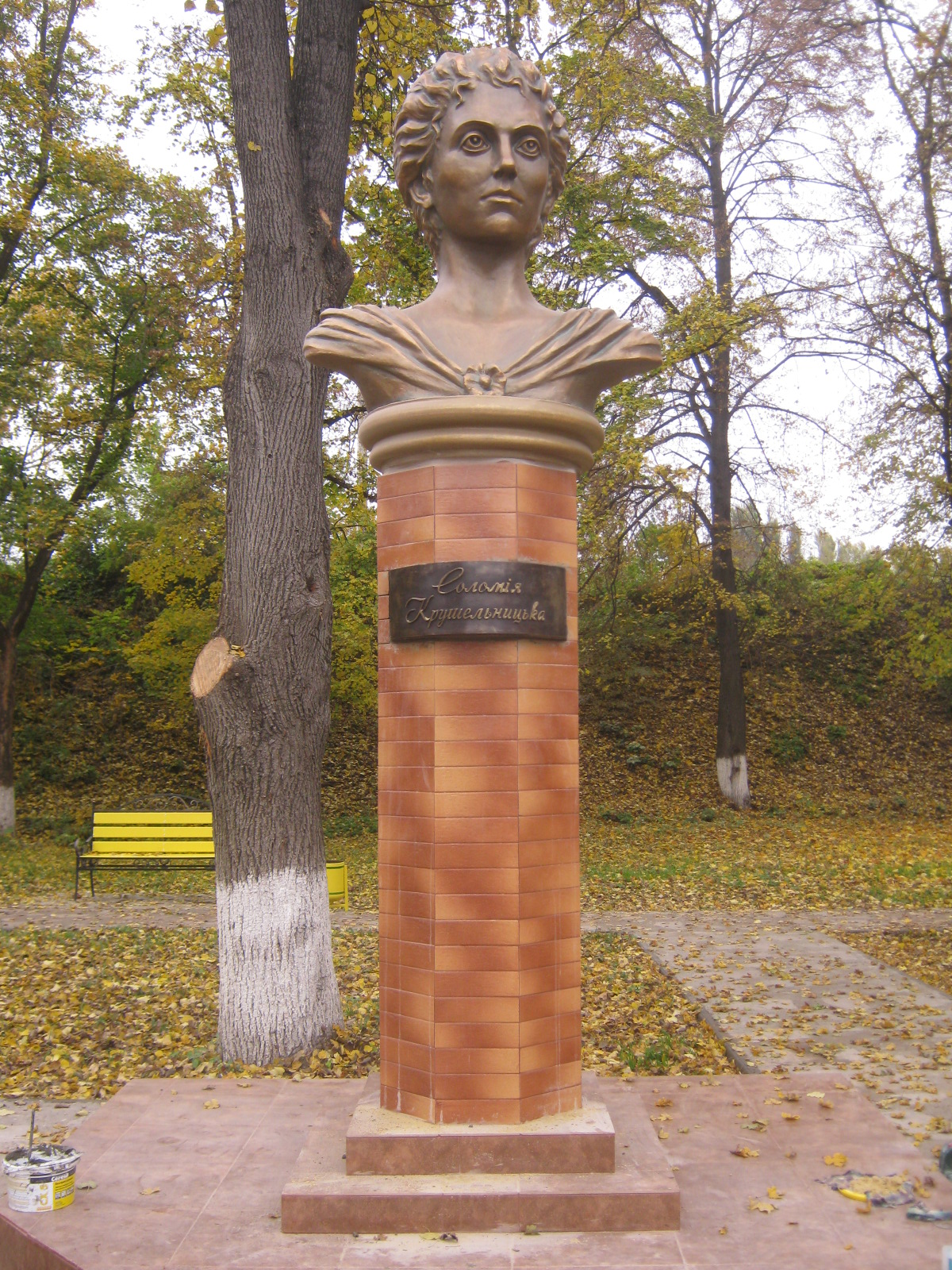
Погруддя Соломії Крушельницької
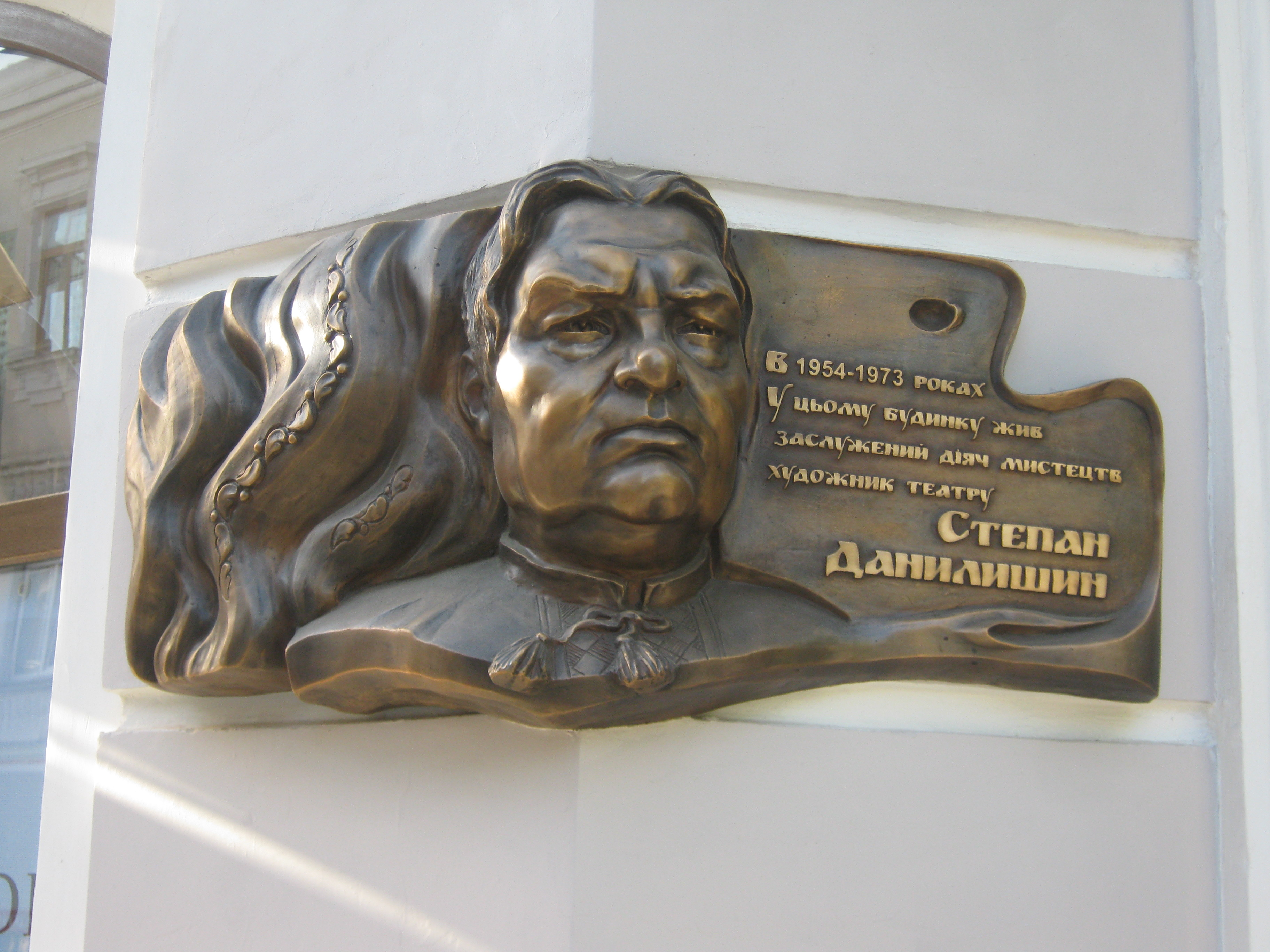
Меморіальна дошка Степанові Данилишину, м. Тернопіль
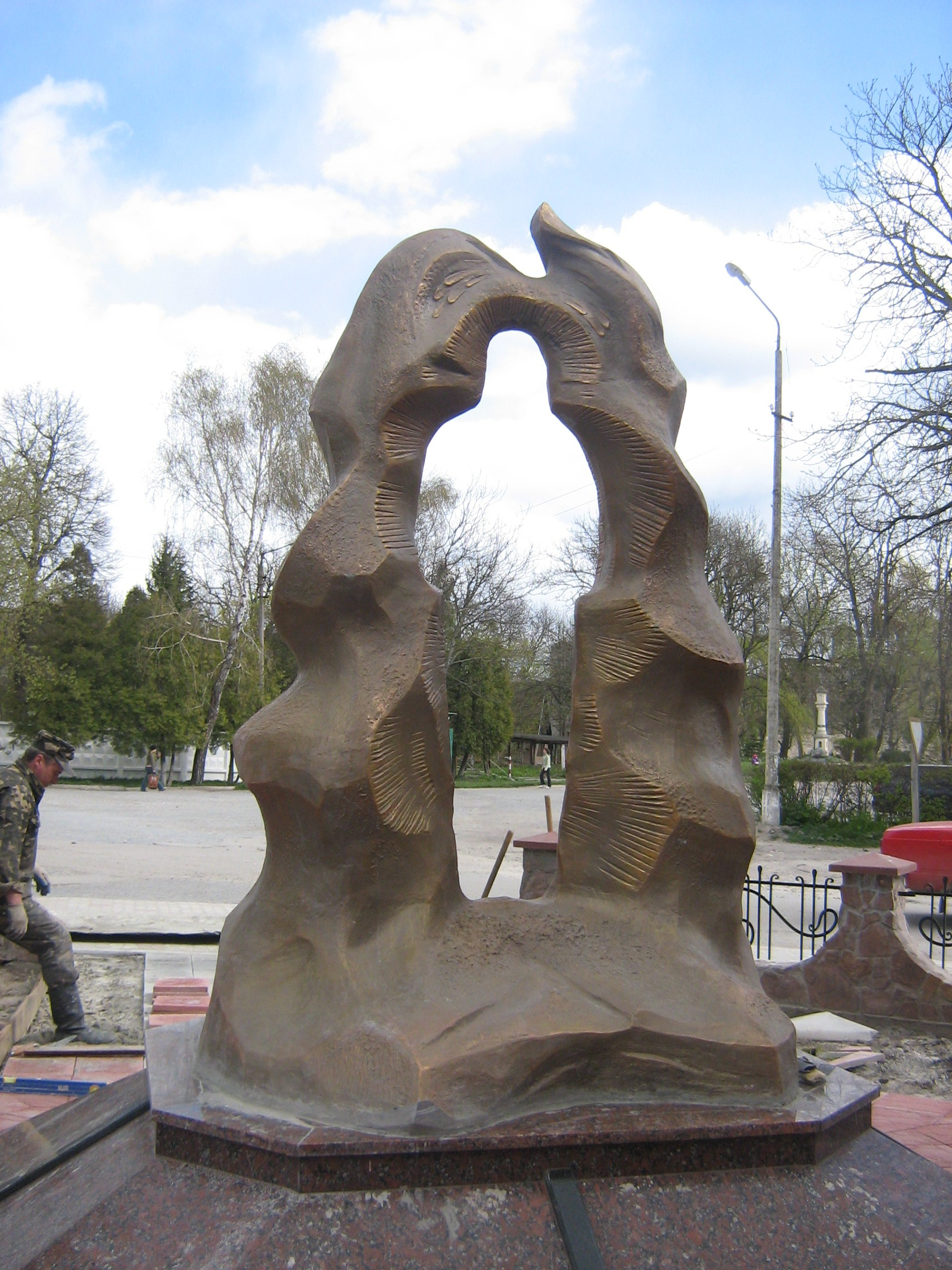
Пам'ятник «Героям Чорнобиля», 2007, м. Бережани
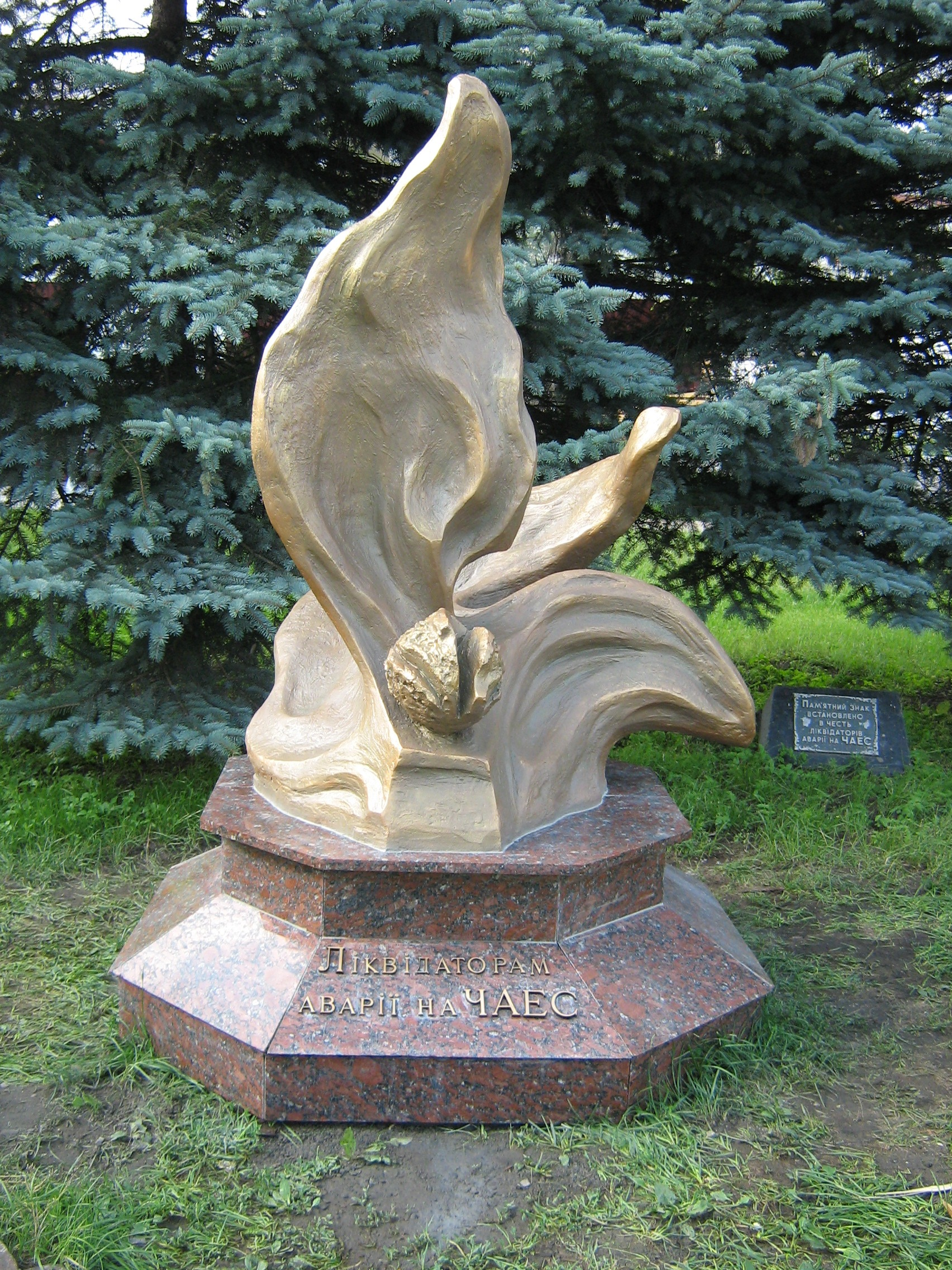
Пам'ятник «Ліквідаторам аварії на ЧАЕС»
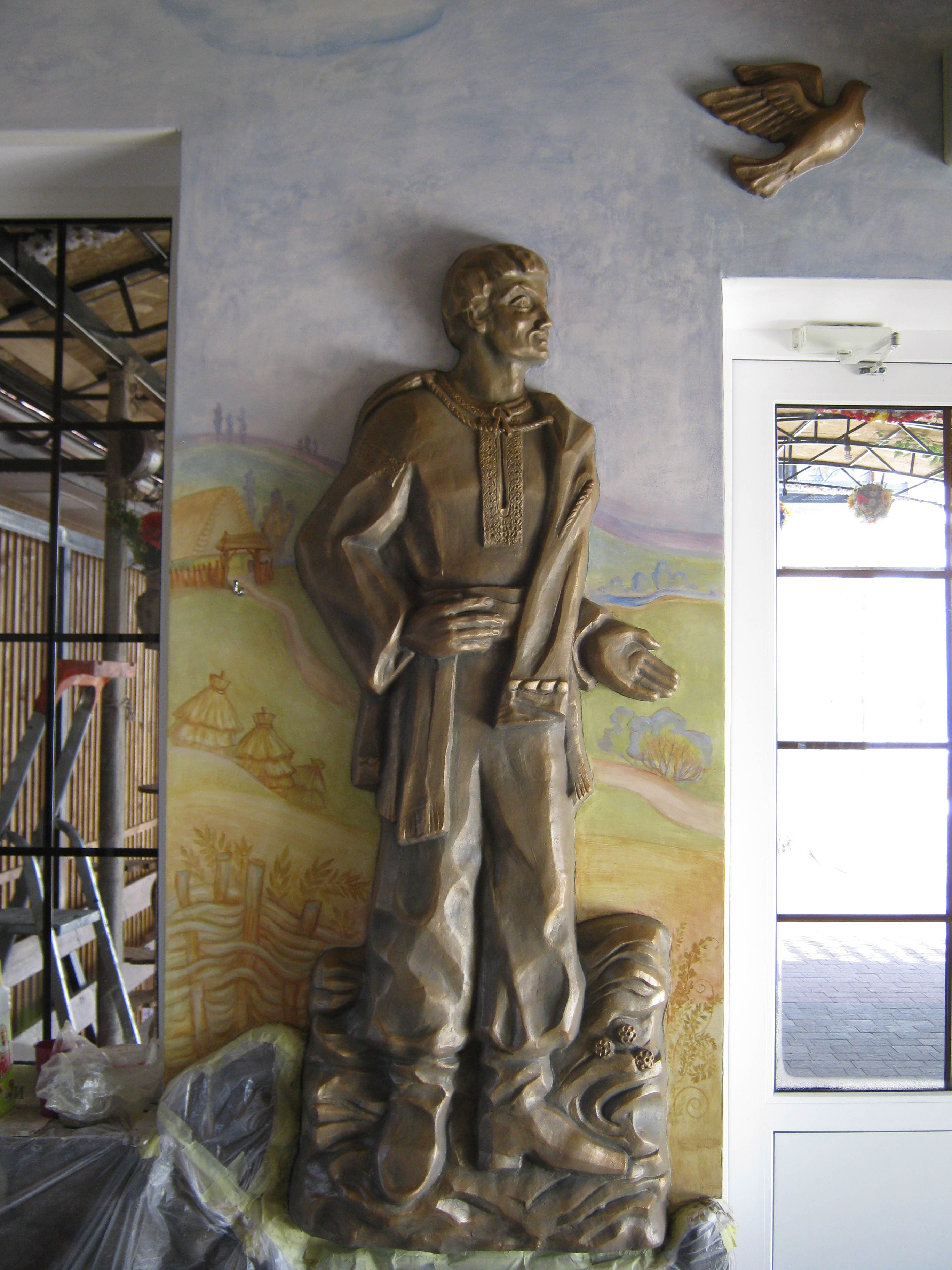
Скульптура ?
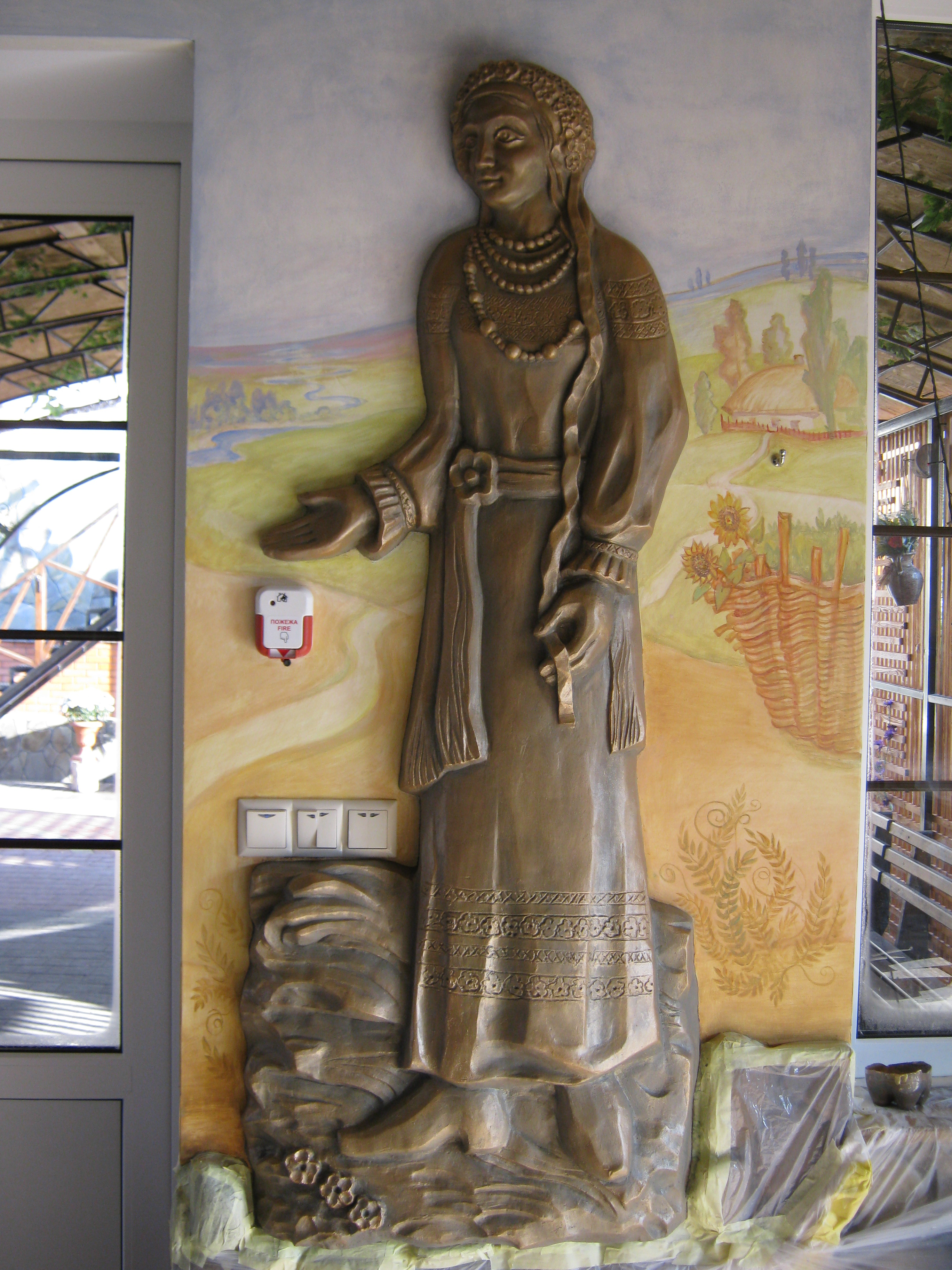
Скульптура ?
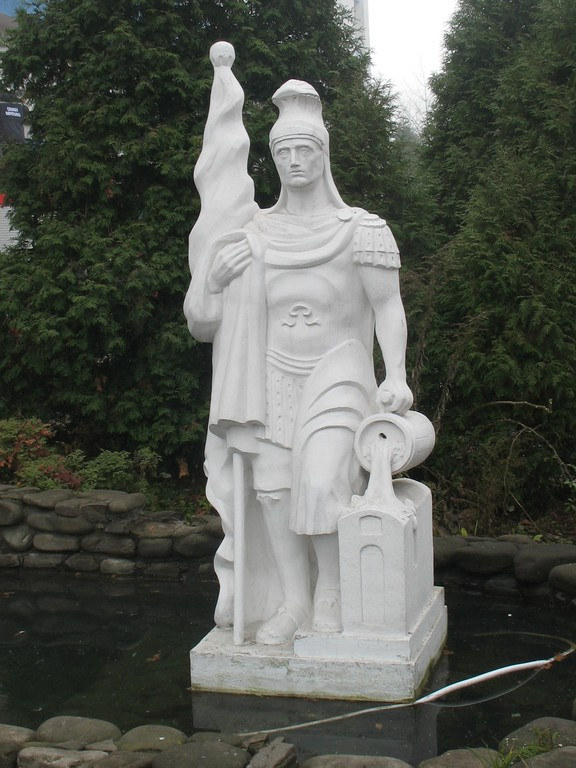
Скульптура ?
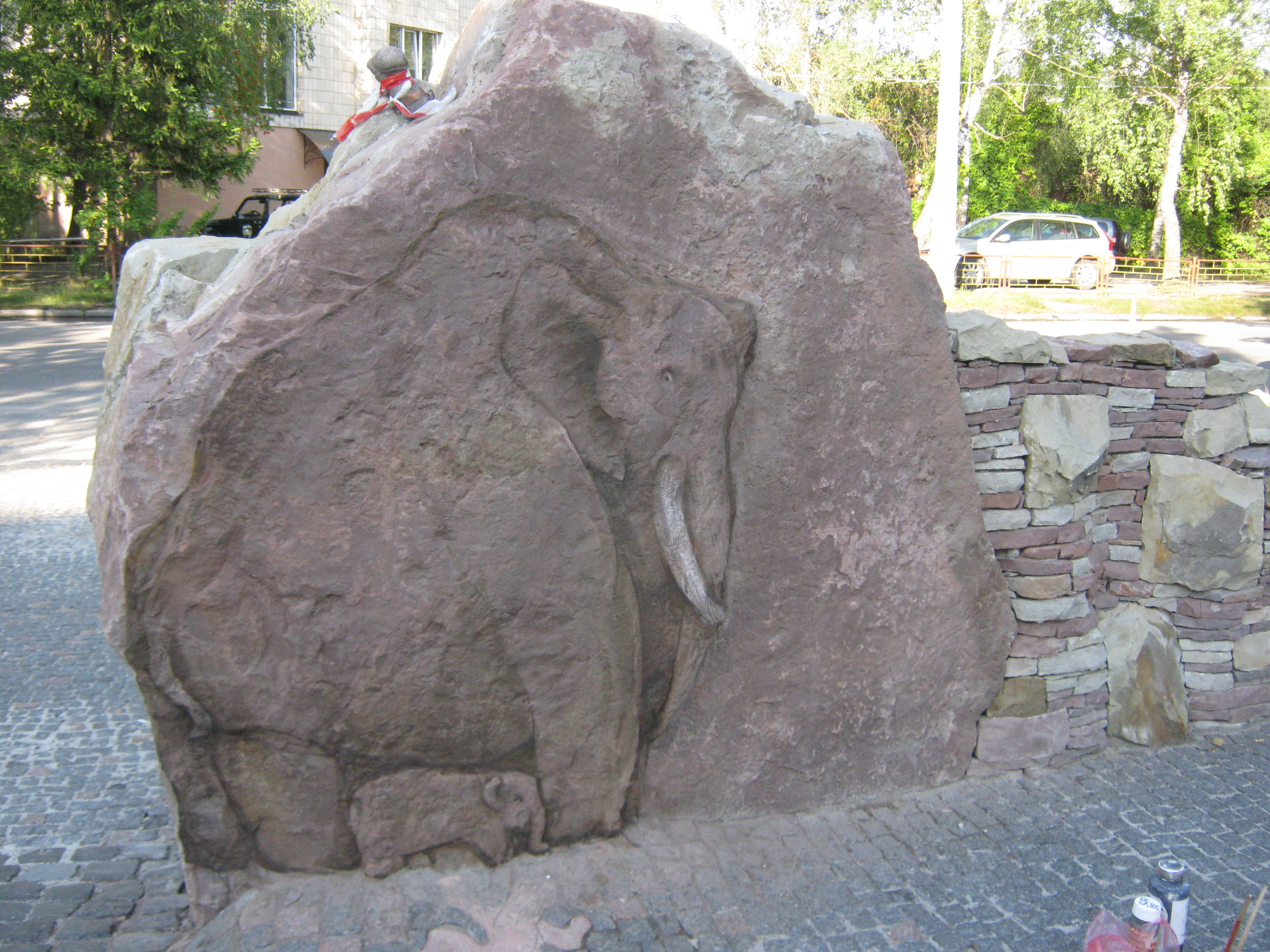
Пам'ятник ?
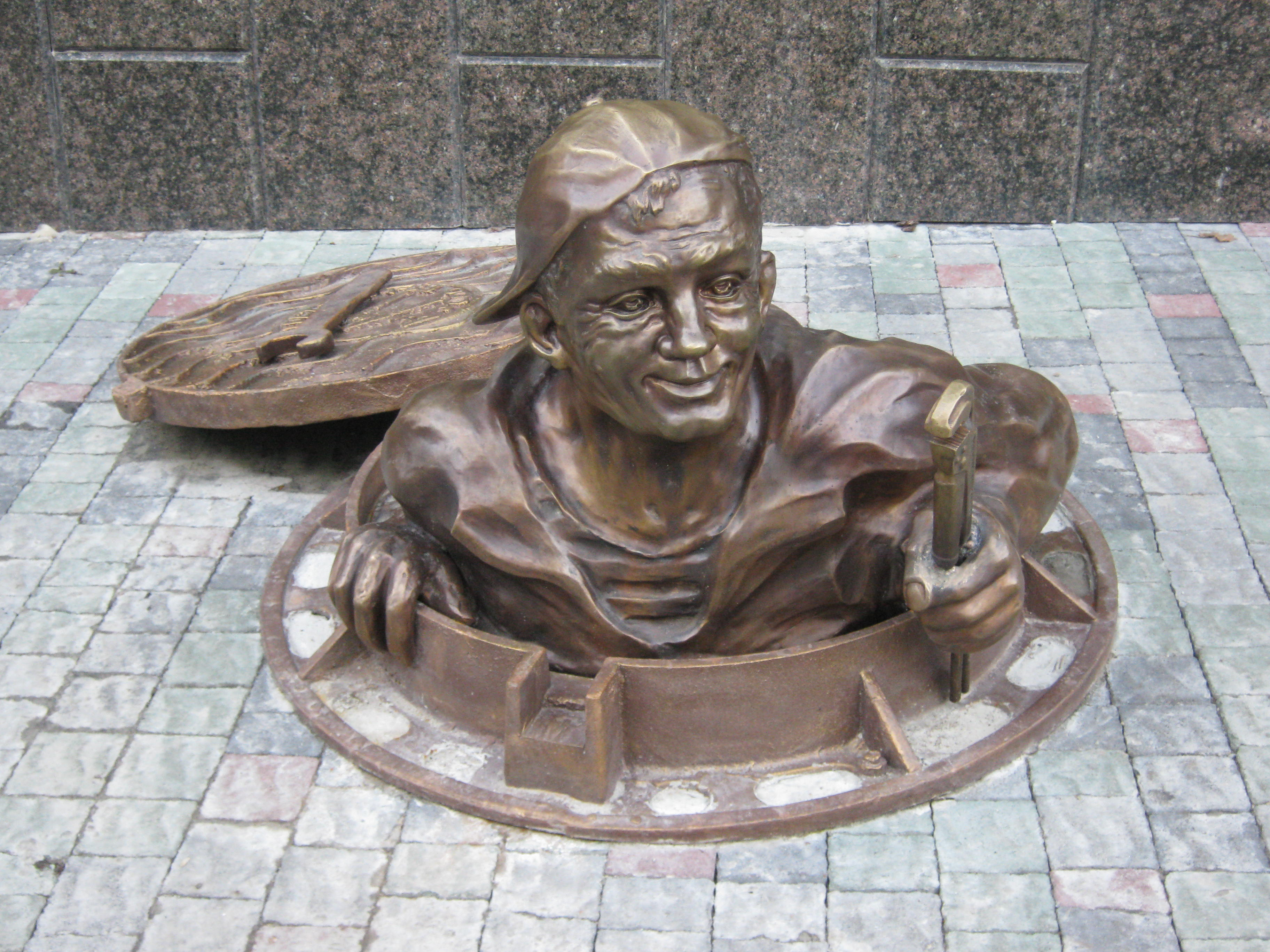
Пам'ятник сантехніку біля ТЦ «Атріум» (Тернопіль)
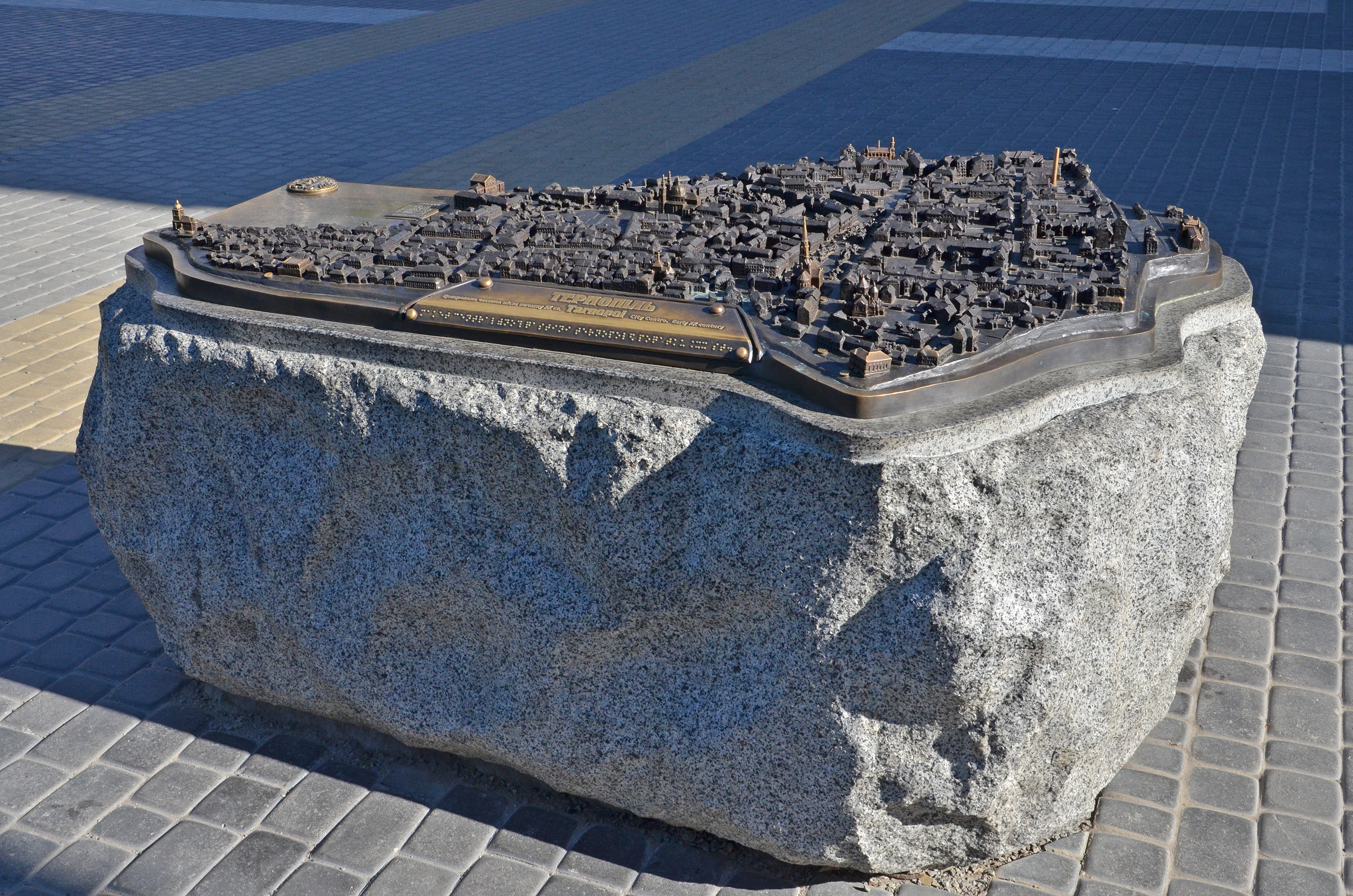
Макет «Тернопіль. Центральна частина міста початку XX ст.»
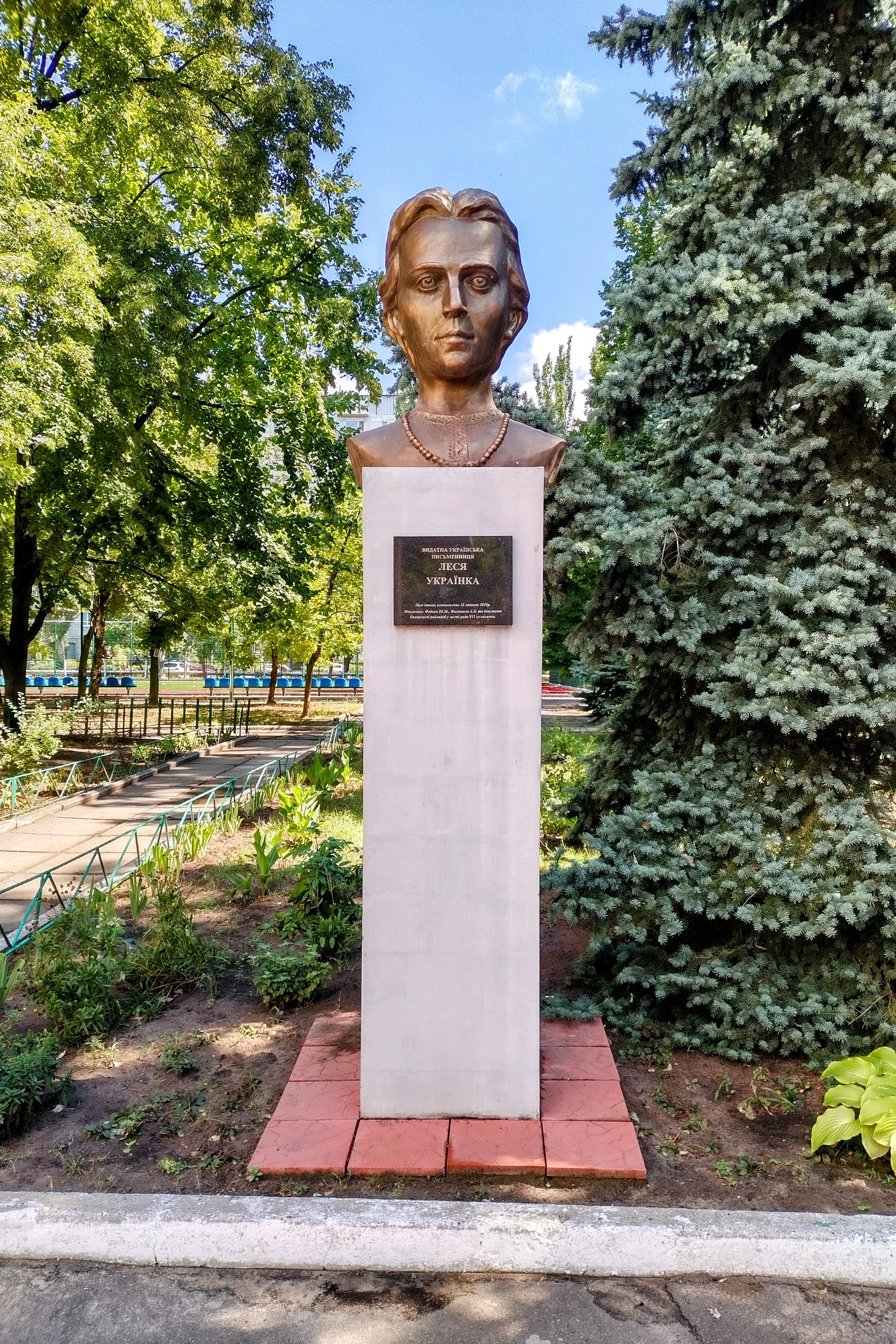
Пам'ятник Лесі Українці

## Родина
Розведений. Має двох синів Любомира та Назарія.

## Захоплення
Дмитро Мулярчук цікавиться йогою та регулярно медитує, вегетаріанець. Хрещений у православ'ї, але є членом вчення «Сант Мат» - середньовічний гностичний, містичний, езотеричний та дуалістичний релігійний рух бхакті індійського типу, яке виникло у північній частині Індійського субконтиненту у ХІІІ ст. У той же час, це вчення дозволяє зберегти стару віру.